# Saga de Gísli Súrsson

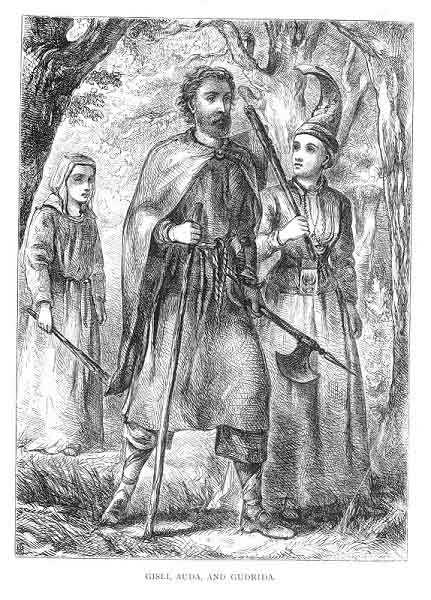
Illustration de la traduction anglaise de George Dasent parue en 1866 sous le titre The Story of Gisli the Outlaw.

La saga de Gísli Súrsson (Gísla saga Súrssonar en islandais) est une saga des Islandais probablement écrite au XIIIe siècle mais dont la narration se passe au Xe siècle en Islande. Elle raconte l'histoire de Gísli, un héros tragique qui doit tuer un de ses beaux-frères pour venger un autre beau-frère. Gísli est alors proscrit, avant d'être finalement chassé et tué. 
La saga a fait l'objet d'une adaptation cinématographique islandaise sortie en 1981, Útlaginn.